# (7629) Форос
(7629) Форос (лат. Foros) — типичный астероид главного пояса, открыт 19 августа 1977 года советским астрономом Николаем Черных в Крымской астрофизической обсерватории и 4 мая 1999 года назван в честь санатория «Форос».

## Обнаружение и именование
(7629) Форос
Открыт 19 августа 1977 года в Научном Н. С. Черных.
Назван в честь санатория на южном побережье Крыма.
Оригинальный текст (англ.)7629 Foros
Discovered 1977-08-19 by Chernykh, N. S. at Nauchnyj.
Named for the health resort on the south coast of the Crimea.
Источники: DISCOVERY.DB; M.P.C. 34626.

## Орбита

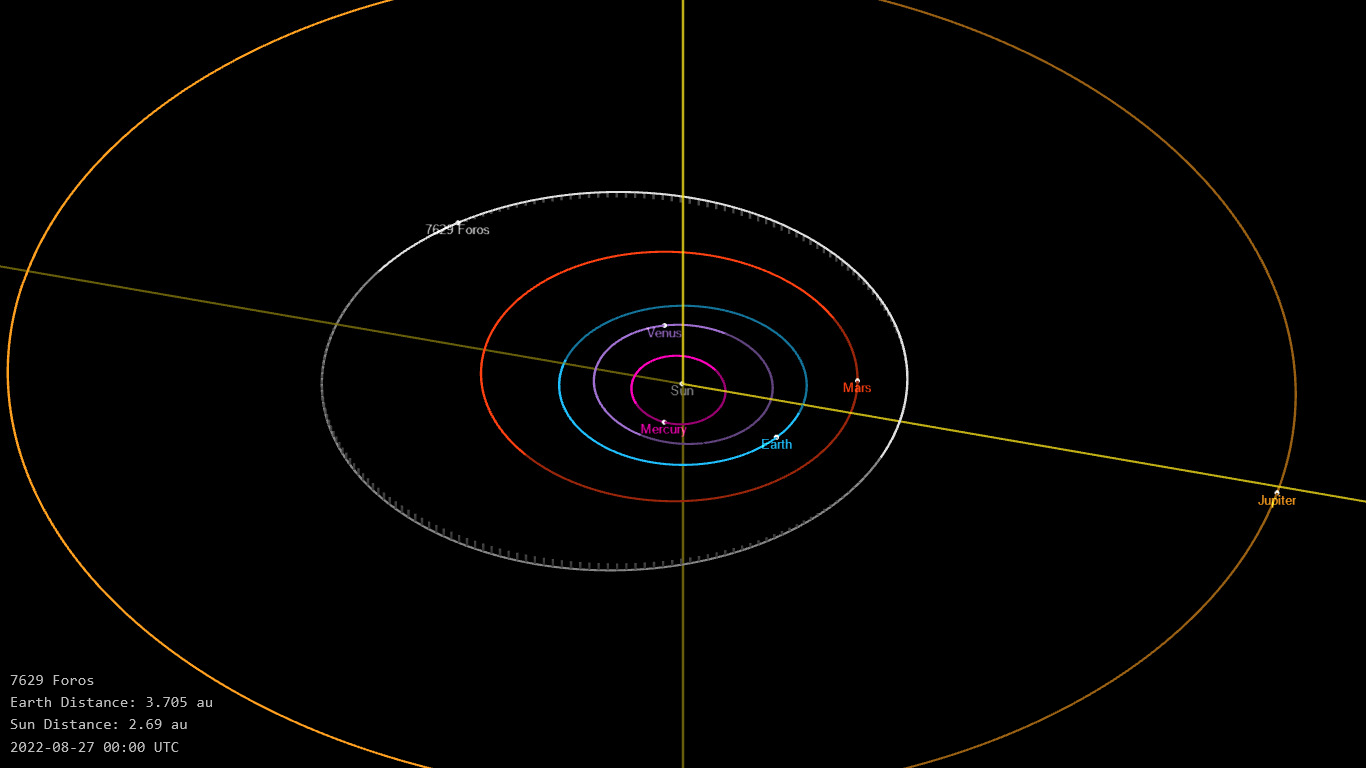
Орбита астероида Форос и его положение в Солнечной системе

## Физические характеристики
Из наблюдений системы ATLAS следует, что астероид относится к таксономическому классу S.
По результатам наблюдений в видимом и ближнем инфракрасном диапазоне космического телескопа NEOWISE диаметр астероида оценивался равным 2,841±0,346 км. Согласно тому же источнику альбедо оценивается как 0,463±0,213.